# 酉阳杂俎
《酉阳杂俎》是唐朝博物学家段成式所写的一部笔记小说集，共三十卷，最後十卷為續集。其中介绍了许多漢唐以來的生活状态、思想状况等，为后来社会研究關中历史提供了史料，也是了解唐代中西方交流的重要文献。

## 內容及評析
酉陽即小酉山（在今湖南沅陵），相传山下有石穴，洞內藏书千卷。書名取義於梁元帝「訪酉陽之逸典」語。篇目為：忠志、禮異、天咫、玉格、壺史、贝编、境异、喜兆、禍兆、物革、詭习、怪术、艺绝、器奇、樂、酒食、医、黥、雷、梦、事感、盗侠、物异、廣知、語资、冥迹、尸穸、诺皋记、广动植、贬误、寺塔记等。從內容看，天文地理，怪力亂神，草木蟲魚，無所不包。作者自序說：“固役而不恥者，抑志怪小說之書也。”例如：《酉陽雜俎》卷十六有探礦原理：“山上有蔥，下有銀；山上有薤，下有金；山上有薑，下有銅錫；山上有寶玉，木旁枝皆下垂。”比十八世紀德國的採礦化學家约翰·弗里德里希·漢克爾在《含鉛植物》中記載早了九個世紀。
《酉陽雜俎》的續集《支諾皋上》篇章《葉限》，故事出自家僕李士元之口，被認為是灰姑娘最早的來源之一。 
全书内容多涉仙妖鬼怪。胡应麟说：“独唐段氏《酉阳杂俎》最为迥出，……允谓奇之又奇者也。”《四庫全書總目》評說：“多詭怪不經之談，荒渺無稽之物，而遺文秘籍，亦往往錯出其中，故論者雖病其浮誇，而不能不相徵引”。这里紀昀可能嚴重忽略了其中的民俗意義，以及庶民信仰的時代變遷。
鲁迅评语：“或录秘书，或叙异事，仙佛人鬼，以至动植，弥不载毕，以类相聚，有如类书，虽源或出于张华《博物志》，而在唐时，则犹独创之作”。

## 图集
- 【唐】 段成式 撰 四部叢刊 子部 景上海涵芬樓藏明刊本《酉陽雜俎》前集 (卷一至卷五)
- 【唐】 段成式 撰 四部叢刊 子部 景上海涵芬樓藏明刊本《酉陽雜俎》前集 (卷六至卷十三)
- 【唐】 段成式 撰 四部叢刊 子部 景上海涵芬樓藏明刊本《酉陽雜俎》前集 (卷十四至卷二十)
- 四部叢刊 子部 景上海涵芬樓藏明刊本  【唐】 段成式 撰《酉陽雜俎》續集

### 引用
1. ↑  李云鹄《〈酉阳杂俎〉序》评价道：“无所不有，无所不异，使读者忽而颐解，忽而发冲，忽而目眩神骇，愕眙而不能禁。”
2. ↑  鲁迅《中国小说史略》第十篇　《唐之传奇集及杂俎》《鲁迅全集》第9卷